# حبیبه الغریبی
حبیبه الغریبی (انگلیسی: Habiba Ghribi؛ زادهٔ ۹ آوریل ۱۹۸۴) ورزشکار دو و میدانی اهل تونس است. از افتخارات وی میتوان به کسب مدال دو ۳۰۰۰ متر با مانع در دو و میدانی در بازی‌های المپیک تابستانی ۲۰۱۲ اشاره کرد.